# Andi Niessner
Andreas „Andi“ Niessner (* 25. Februar 1967 in München) ist ein deutscher Filmregisseur.

## Leben
Nach seinem 1986 abgelegten Fachabitur für Wirtschaft in München und einem Jahr Zivildienst begann Niessner als Produzent für Musicals zu arbeiten. Nach einer Weile fing er auch an als freier Filmschaffender für Werbe-, Spiel- und Fernsehfilme zu arbeiten. Ab 1996 studierte er Produktion- und Medienwirtschaft an der Hochschule für Fernsehen und Film München. Parallel dazu begann er Werbefilme zu inszenieren. Nach mehreren inszenierten und auch preisgekrönten Kurzfilmen debütierte er mit der 2002 ausgestrahlten Fernsehliebeskomödie Santa Claudia als Regisseur für einen Langspielfilm.

## Filmografie (Auswahl)
- 1999: Midsommar Stories
- 2001: Björn oder Die Hürden der Behörden
- 2002: Santa Claudia
- 2003: Plötzlich wieder 16
- 2005: Jetzt erst recht!
- 2005: Der Bergpfarrer 2 – Heimweh nach Hohenau
- 2006: Inga Lindström: Die Frau am Leuchtturm
- 2007: Rumpelstilzchen
- 2007: Inga Lindström: Sommer der Entscheidung
- 2008: Achternbusch
- 2008: Dörte’s Dancing
- 2009: 40+ sucht neue Liebe
- 2009: Joanna Trollope: In Boston liebt man doppelt
- 2010: Die grünen Hügel von Wales
- 2011: Ausgerechnet Sex!
- 2011: Für immer 30
- 2012: Willkommen in Kölleda
- 2015: Zwei Familien auf der Palme
- 2017: Inspektor Jury spielt Katz und Maus
- 2020: Um Himmels Willen